# Амрінон
Амрінон (Амринон) (INN: Amrinone) — інгібітор фосфодіестерази типу 3.
Амринон, також відомий як інамринон і продається як Інокор, є інгібітором піридинфосфодіестерази 3. Це препарат, який може покращити прогноз у пацієнтів із застійною серцевою недостатністю. Було показано, що амринон посилює скорочення серця, викликані вивільненням кальцію з високим вмістом кальцію (CICR). Позитивний інотропний ефект амринону опосередковується селективним посиленням CICR з високим коефіцієнтом посилення, що сприяє скороченню міоцитів шляхом фосфорилювання за допомогою цАМФ-залежної протеїнкінази А (PKA) і Ca2+ кальмодулінкіназних шляхів.